# Église Notre-Dame-de-Roscudon
Vous lisez un « bon article » labellisé en 2019.
L'église Notre-Dame-de-Roscudon est une église catholique située à Pont-Croix dans le département du Finistère en France. Construite à partir du XIIIe siècle par adjonctions successives, jusqu'au second quart du XVIe siècle grâce au mécénat des seigneurs de Pont-Croix, puis de leurs alliés et descendants de la maison de Rosmadec, elle est un exemple du mécénat de l'aristocratie locale bretonne, et témoigne de la permanence de ce lignage noble au long des trois siècles de sa construction.  
Elle est le monument le plus important de ce qu'on a pu appeler l'école de Pont-Croix, c'est-à-dire un ensemble de monuments situés à l'ouest de Quimper et qui présentent une série de caractéristiques stylistiques particulières qui les ont longtemps fait considérer comme des édifices romans. En réalité, l'église de Pont-Croix est une construction gothique qui montre, d'après certains auteurs, une forte influence de la part des constructions anglaises, en particulier du quart sud-ouest de l'Angleterre ; d'après d'autres historiens de l'art, elle réinterprète plutôt des constructions romanes bretonnes pour en faire une manifestation de réaction contre l'influence exercée par les formes du gothique d'Île-de-France. Dans tous les cas, elle a à son tour inspiré de très nombreuses constructions cornouaillaises, comme la chapelle Saint-Herbot à Plonevez-du-Faou. 
L'édifice est classé au titre des monuments historiques, et abrite plusieurs objets également protégés : plusieurs retables, une chaire à prêcher, une tribune d'orgue de style flamboyant et une sculpture de la Cène.

## Histoire
L'église était probablement à l'origine la chapelle du château de Pont-Croix édifié par les seigneurs de la cité, la famille de Pont-Croix, avant de devenir une trêve, c'est-à-dire une dépendance, de la paroisse de Beuzec-Cap-Sizun. Quoique appelée parfois collégiale, l'église n'a jamais abrité de collège de chanoines et n'a jamais porté le titre de collégiale avant la Révolution française : il apparaît sous la plume de certains érudits locaux à partir du XIXe siècle, puis de quelques historiens d'art à partir du milieu du XXe siècle.  
Les premières phases de sa construction sont difficiles à dater. Les plus anciens historiens, parmi lesquels l'abbé Abgrall, considéraient que les parties les plus anciennes remontaient au XIIe siècle et relevaient de l'architecture romane. Cependant, René Couffon propose en 1951 une nouvelle chronologie : il fixe le début de la construction au milieu du XIIIe siècle et rattache ainsi l'édifice à l'art gothique, par comparaison avec des édifices anglais contemporains.  
Les parties les plus anciennes de l'édifice, bâties probablement au milieu du XIIIe siècle, sont la nef actuelle avec des bas-côtés doubles, les quatre travées occidentales du chœur avec ses bas-côtés doubles et le transept remanié par la suite. Elles pourraient également avoir été construites un peu plus tard, dans le dernier tiers du XIIIe siècle, à l'époque du seigneur Sinquin de Pont-Croix dont les textes rapportent une action de bâtisseur sur l'église. Une deuxième phase de construction conduit à l'allongement du chevet de deux travées, et au remplacement de son bas-côté sud par une chapelle. René Couffon situe cette étape sous la seigneurie de Sinquin de Pont-Croix, quand Philippe Bonnet et Jean-Jacques Rioult la placent plutôt au début du XIVe siècle,.

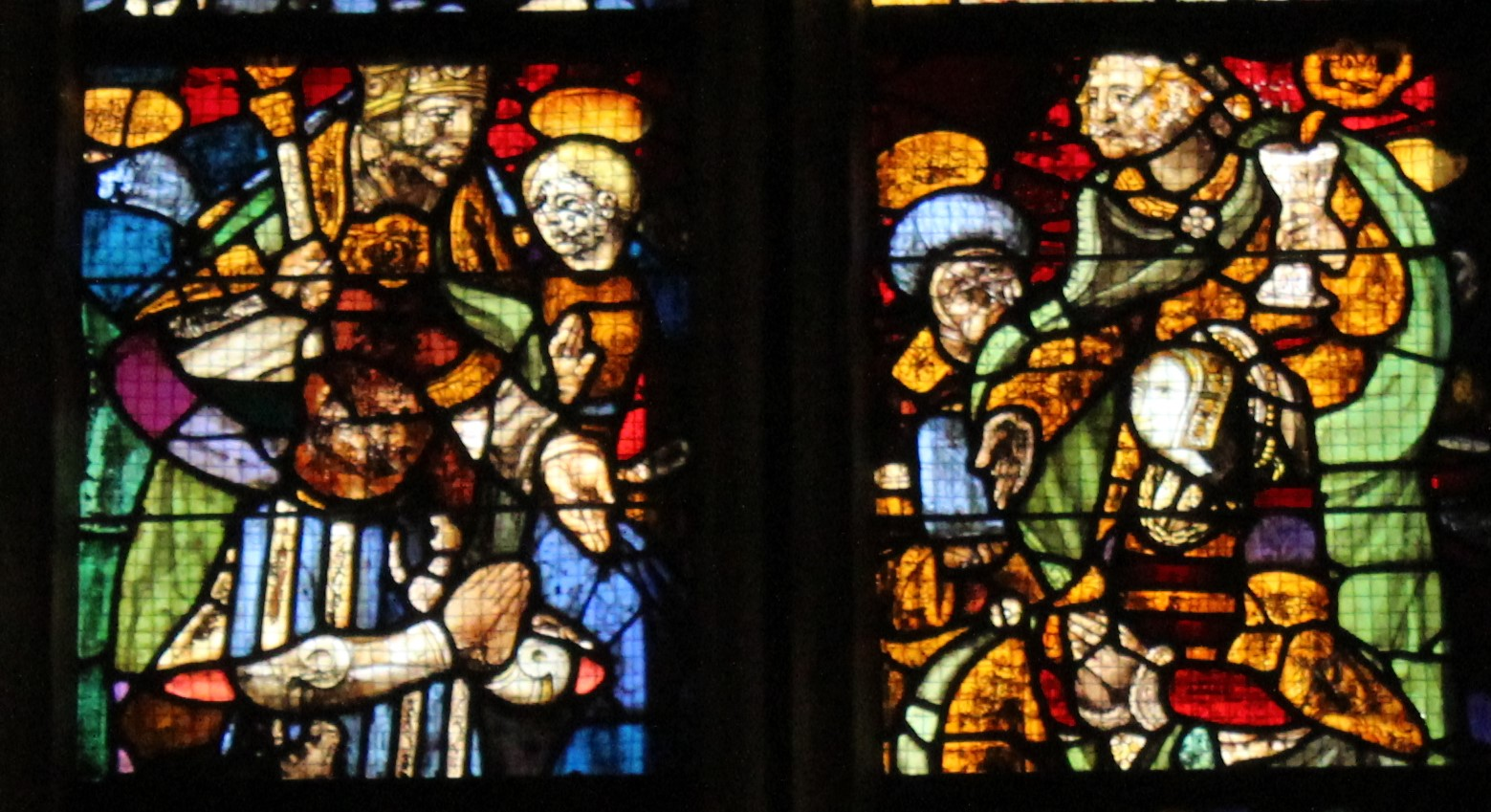
Alain II de Rosmadec et sa femme Jeanne du Chastel.

En 1391, la famille des seigneurs de Pont-Croix s'allie avec la maison de Rosmadec et la seigneurie passe aux mains de cette famille, qui est le principal mécène des aménagements postérieurs de l'église. Dans les années qui suivent ou bien dans les années 1420, on construit le porche méridional. Plus tard, probablement vers 1450, Jean II de Rosmadec et sa femme Jeanne Thomelin font réaliser d'importants travaux d'aménagement : on ajoute une chapelle sur le flanc sud et on transforme le transept pour y ajouter un clocher à flèche de pierre. Dans le second quart du XVIe siècle, Alain II de Rosmadec fait à son tour agrandir le chœur, en transformant l'ancien chevet plat en chevet à pans coupés. À cette même époque, plusieurs fenêtres du front sud sont refaites. 
La façade occidentale est ensuite modernisée au XVIIIe siècle, tandis qu'on construit une nouvelle sacristie le long du collatéral sud du chœur. À la même époque, les fenêtres du bas-côté nord du chœur sont élargies, et le comble surélevé. 
Au XIXe siècle, le lambris se dégrade, d'abord celui du chœur, puis celui de la nef. L'église est classée monument historique dès 1851, à la suite d'une visite de l’architecte Jean-Baptiste Antoine Lassus. L’édifice conserve son classement lors de la révision de la liste des monuments historiques de 1862. L'attribution d'une subvention permet des restaurations sur le clocher et le mur du côté du cimetière, puis de la charpente, sous les ordres de l'architecte diocésain Joseph Bigot. Vers 1876, l'église est recouverte d'un badigeon blanc, retiré par la suite en 1895, sous les ordres de l'architecte Paul Gout. Ce dernier conduit à cette époque une restauration des pignons du transept et de la pointe de la flèche. Cette dernière est abattue par la tempête de 1987, puis de nouveau restaurée par la suite. Les toitures et charpentes lambrissées, endommagées par la chute de la flèche, sont également restaurées.

## Description

### Extérieur

#### La façade occidentale

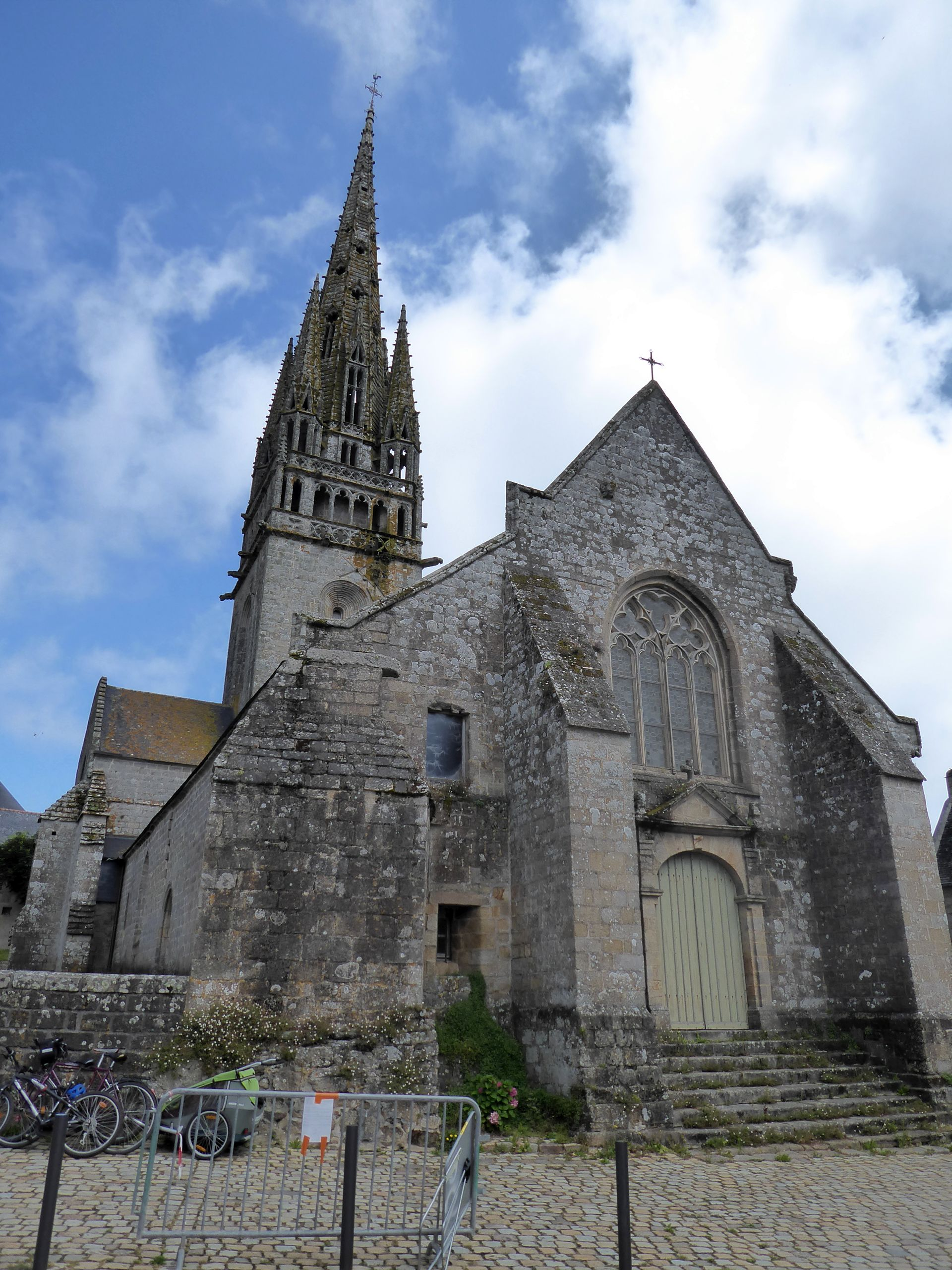
Façade occidentale de l'église.

La façade occidentale actuelle a probablement été construite dès les origines de l'église, puis remaniée lors de la campagne de travaux de la construction de la chapelle méridionale du chevet : la mouluration des deux pignons est similaire. Le portail actuel est le fruit d'un remplacement au XVIIIe siècle, dans le style classique, du portail médiéval dont subsistent des traces des piédroits. Quant à la grande fenêtre au-dessus, elle a été entièrement redessinée par l'architecte diocésain Bigot dans le style gothique rayonnant, au milieu du XIXe siècle.

#### Le front méridional
L'élévation nord est traitée de manière relativement pauvre. En revanche, le front méridional est richement décoré par plusieurs éléments différents : le porche méridional ; la chapelle des fonts baptismaux ; le pignon du transept ; la fenêtre du bas-côté sud du chœur, et enfin la grande chapelle méridionale du chevet. Le dénivelé entre la façade occidentale et le chevet, situé un peu plus haut, donnent à l'ensemble un charme particulier. 

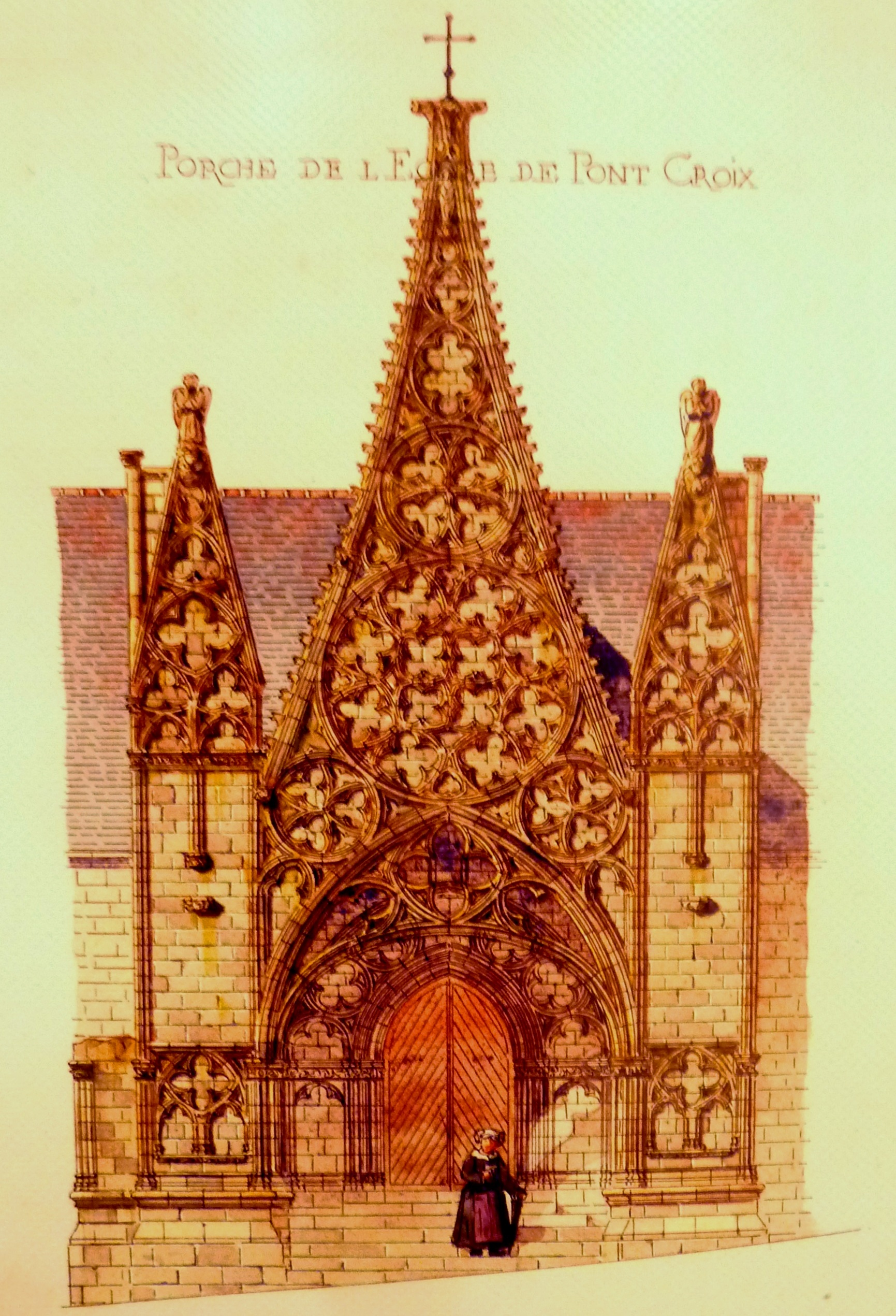
Détails du porche par Charles Chaussepied.

Le portail méridional est l'un des joyaux architecturaux de l'église. La structure générale reprend celle du portail septentrional de l'église des Cordeliers de Quimper : un arc encadré par deux massifs de maçonneries, surmontés de trois gâbles aigus, celui du centre étant le plus haut. Ces gâbles sont décorés d'une résille de roses et de quadrilobes qui rappelle les grands portails de la fin du XIIIe siècle, comme les portails des Libraires et de la Calende de la cathédrale de Rouen. La principale différence réside dans le fait que les propriétés du granite ont imposé un décor aveugle, alors que les gâbles rayonnants sont en général ajourés. Le décor se prolonge sur les contreforts et sur les parois latérales de l'intérieur du porche, ainsi qu'autour du portail qui permet l'accès à l'église. Les chapiteaux de l'ensemble du porche sont proches de ceux de l'église des Carmes de Pont-l'Abbé, dont les travaux se terminent, ce qui permet de dater cette phase de construction dans les années 1420. 
Le mur pignon du transept donne accès à l'église par un portail en tiers-point surmonté d'une archivolte en accolade ; deux gros contreforts l'épaulent, un de chaque côté. 
La chapelle méridionale du chevet, construite en équerre par rapport à celui-ci, est éclairée à l'est par un triplet de baies irrégulières retombant sur des trumeaux unifiés par une frise végétale. Ces ouvertures sont dotées d'un remplage en trilobes anguleux d'influence anglo-normande.  

#### La tour de croisée et sa flèche

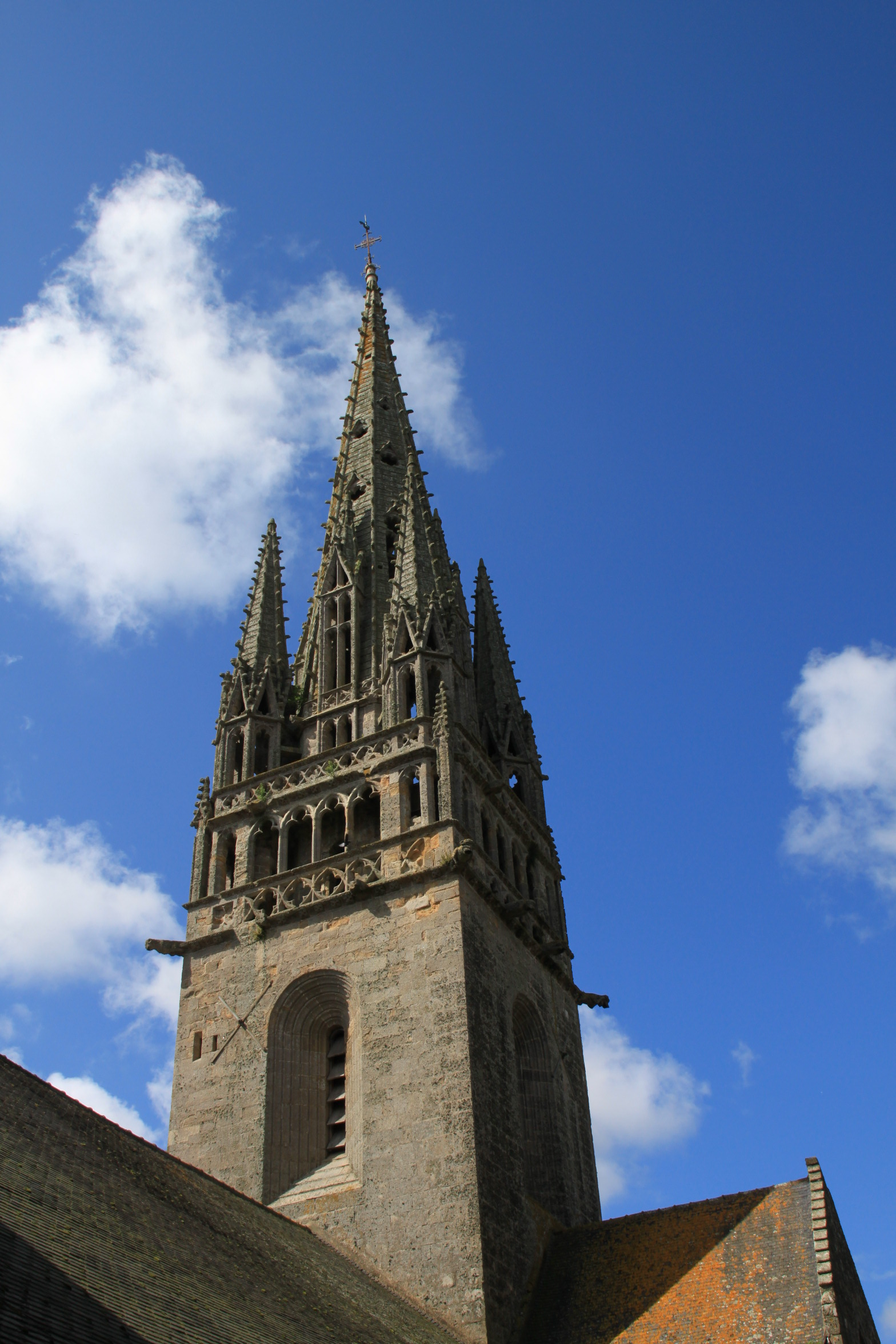
Le clocher de l'église.

Le clocher est construit sur la croisée du transept. Composé d'une tour et d'une flèche, il est érigé vers 1450 sous Jean II de Rosmadec, petit neveu de Bertrand de Rosmadec, alors évêque de Quimper et bâtisseur des tours de la cathédrale de Quimper, achevées, sauf les flèches, en 1445. Jean II est également le neveu de Henry de Lespervez, abbé de Quimperlé, qui fait construire à la même époque une tour relativement proche de celle de Pont-Croix sur la chapelle Notre-Dame de son abbaye. Les piliers du transept primitif, jugés insuffisants pour supporter la nouvelle tour, furent enrobés dans des piliers gothiques.   
La tour est inspirée de celles de la cathédrale de Quimper, dont elle reprend les galeries superposées juste au-dessous de la flèche. Elle n'est en revanche ouverte sur ses côtés que par une seule baie peu décorée, et jugée « lourde et écrasée » par Joseph Bigot. Elle fait 7,20 m de côté. Au-dessus de cette baie, une galerie ajourée constitue le dernier niveau la tour. Elle comprend deux registres : un rang étroit de quatre-feuilles qui sert de garde-corps à la galerie, et une série d'arcatures étroites trilobées qui ornent l'ouverture sur toute sa hauteur. Au-dessus, un second rang de quatre-feuilles couronne la tour.   
À partir de ce niveau s'élève la flèche. Elle a un aspect très élancé, car les différents côtés forment un angle très aigu avec la verticale. Les clochetons, de forme octogonale s'étagent et se combinent dans la perspective de la galerie ; ils encadrent aux quatre points cardinaux quatre baies divisées par un meneau central. La flèche également octogonale, est garnie de tores relevés par des crochets. Dans la partie supérieure de la flèche s'échelonnent des quadrilobes ajourés, surmontés de petits gâbles à crochets et fleuron.  
Le clocher culmine à 67 m du sol, la flèche en elle-même mesurant 24,90 m.   
Cette flèche inspira différents clochers des alentours. Elle servit notamment de modèle pour l'édification des flèches de la cathédrale de Quimper entre 1854 et 1856 par l'architecte Joseph Bigot, à la fois parce que le chantier des tours s'était déroulé sensiblement à la même période et dans un style très proche, et parce qu'il admirait la légèreté et le décor de la flèche de Pont-Croix.

#### Le chevet
Le chevet actuel date du deuxième tiers du XVIe siècle. Il reprend un modèle créé au siècle précédent : les trois pans de l'abside sont surmontés de pignons aigus. Cependant, l'exemple de Pont-Croix est peu réussi : l'ensemble est trapu et écrasé, alors que le modèle devrait être étiré verticalement, comme à Notre-Dame de Confort, achevée en 1528. 

### Intérieur

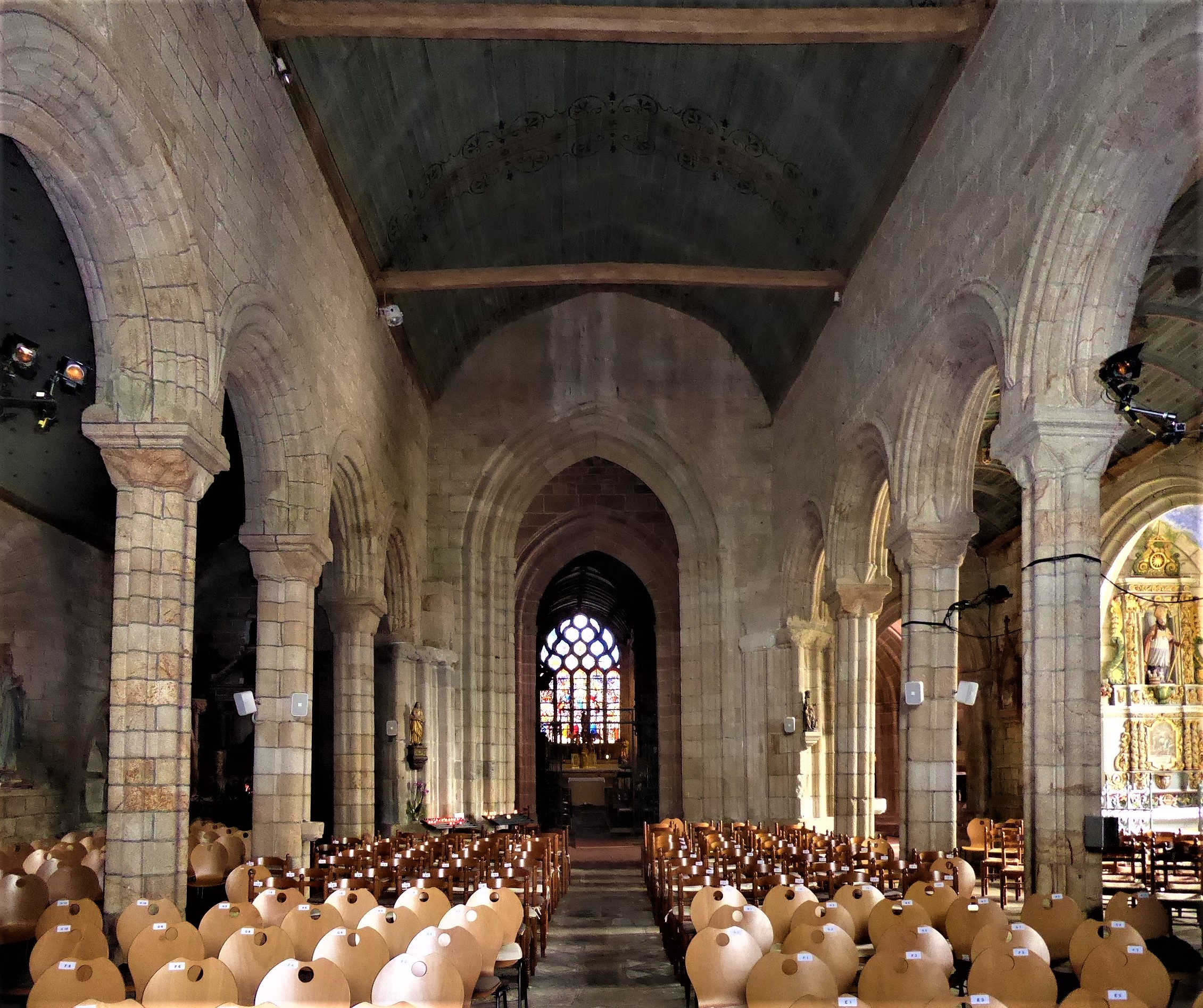
Intérieur de l'église.

Le plan de l'église a été complexifié par les multiples adjonctions et modifications. À l'origine, sans doute vers 1280, il devait être structuré par une nef à trois vaisseaux et huit travées, un transept peu débordant et un vaste chœur de quatre travées doté d'un double collatéral. La deuxième campagne de travaux a allongé encore ce chœur, sur le modèle anglais, en le fermant par un chevet plat, pour aboutir à un ensemble de longueurs équilibrées de part et d'autre du transept. 

#### La nef

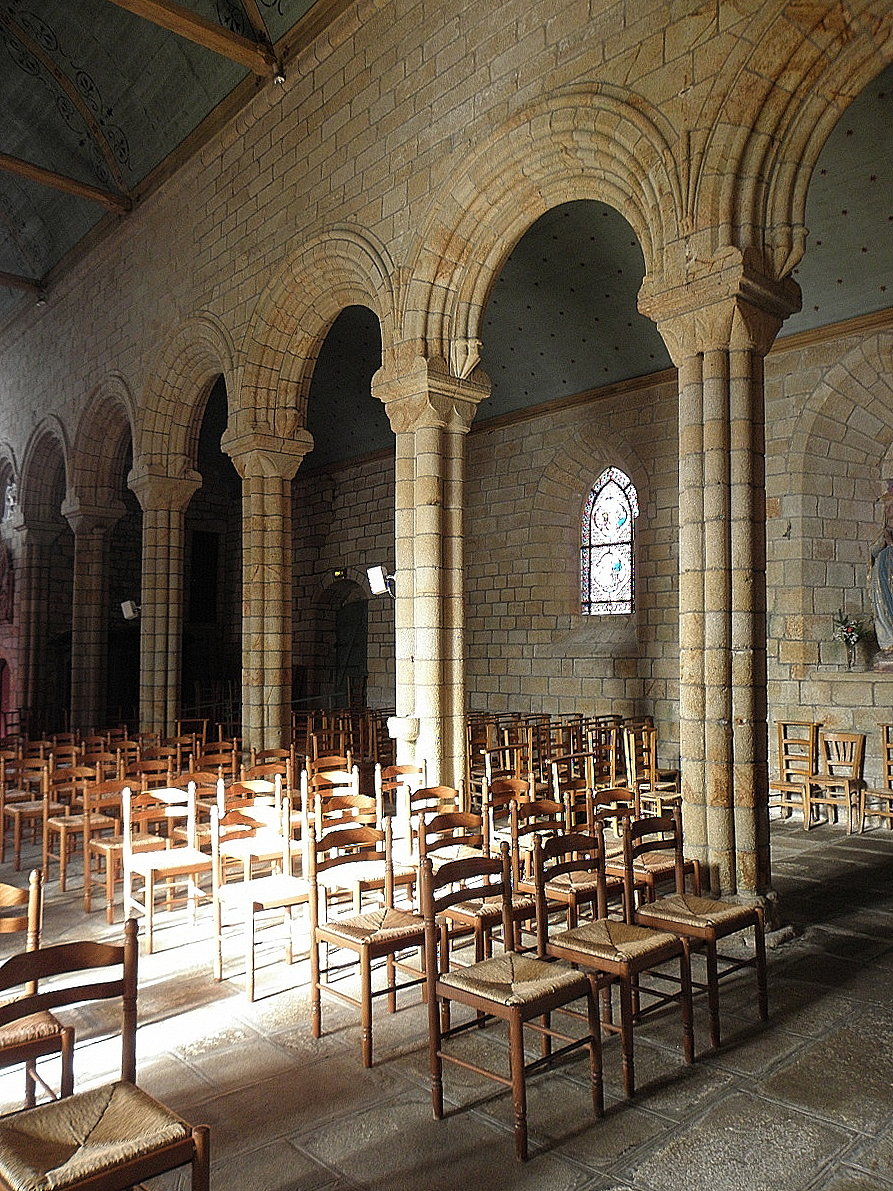
Les arcades de la nef.

La nef, dotée de trois vaisseaux et longue de huit travées, est longue de 21 m. Le vaisseau central s'ouvre sur les collatéraux par de grandes arcades en plein cintre composées de quatre tores parfois séparés par un filet, que surmonte une archivolte amortie au-dessus des chapiteaux. Les arcs retombent sur des supports de formes variées que surmontent des chapiteaux très simples, cubiques ou au simple motif de feuilles d'eau stylisées, sur le modèle des monastères cisterciens. Ces arcs et ces supports témoignent également, d'après René Couffon, de l'influence de l'architecture anglaise, notamment de Cornouailles et du Pays de Galles. Yves Gallet propose plutôt d'y voir un héritage des églises romanes plus proches de Langonnet, Ploërdut, Priziac ou Calan : les formes variées des piles, les chapiteaux cubiques et les multiples tores de l'intrados des arcs semblent inspirés de ces édifices. 
Au-dessus des grandes arcades, le mur s'élève jusqu'à la base de la voûte lambrissée, en berceau sur entraits, qui culmine à 11 m de hauteur. Sur ce mur, des traces bûchées sont tout ce qui subsiste d'un réseau de mouluration orthogonal qui ornait autrefois la paroi. De l'autre côté des arcades, les bas-côtés, moins hauts que la nef, sont couverts par une voûte lambrissée en berceau surbaissé. Elle est portée côté nef par une sablière que soutiennent des corbeaux.
Au bas de la nef, une tribune de bois portait autrefois un buffet d'orgue, aujourd'hui disparu, qui était réputé avoir été construit au début du XVIe siècle. La décoration de la tribune relève de l'art gothique flamboyant, notamment les panneaux sculptés en plis de serviettes. Cette tribune est classée monument historique au même titre que l'édifice depuis 1851. La nef contient en outre une chaire à prêcher en bois, construite et sculptée en 1697. 
Du côté sud, le bas-côté donne accès à l'extérieur par le porche latéral, puis à une chapelle privative construite au XVe siècle. Couverte d'une voûte d'ogives à liernes dont les nervures ont un profil prismatique, elle avait peut-être une fonction de chapelle funéraire. Elle sert depuis le XVIIe siècle de chapelle des fonts baptismaux, ayant été dotée à cette époque d'un riche mobilier approprié : des fonts baptismaux en pierre sculptée et un retable et un baldaquin en bois sculpté. La chapelle abrite également un grand retable de bois sculpté dédié à saint Nicolas, également réalisé au XVIIe siècle. 
Le bas-côté nord, quant à lui, est clos du côté du transept par la chapelle des Trépassés, dont l'autel est consacré à saint Pierre aux Liens. Il est décoré par un retable en bois du XVIIe siècle, produit de l'atelier quimpérois des frères Le Déan,.

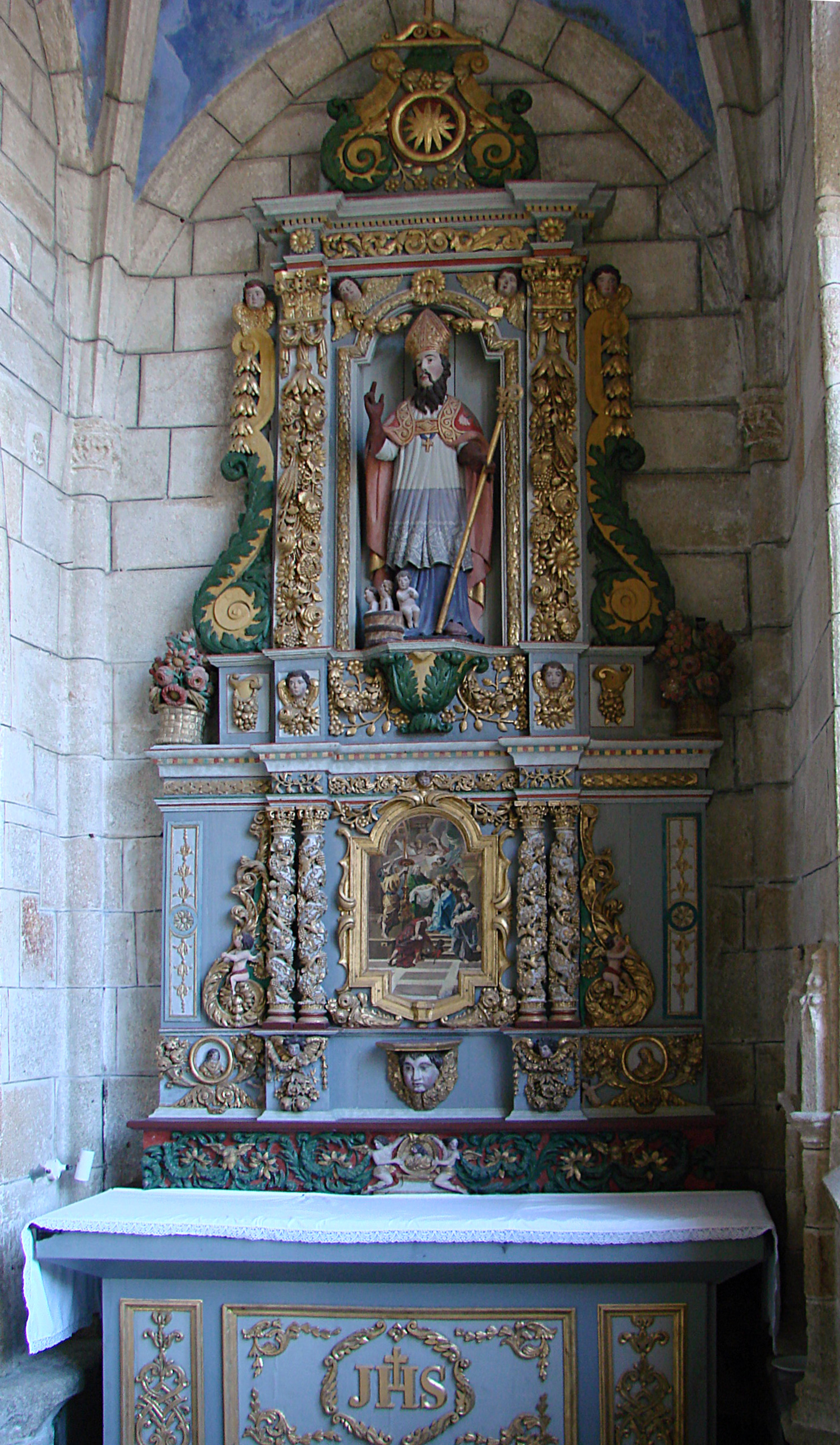
Retable de saint Nicolas
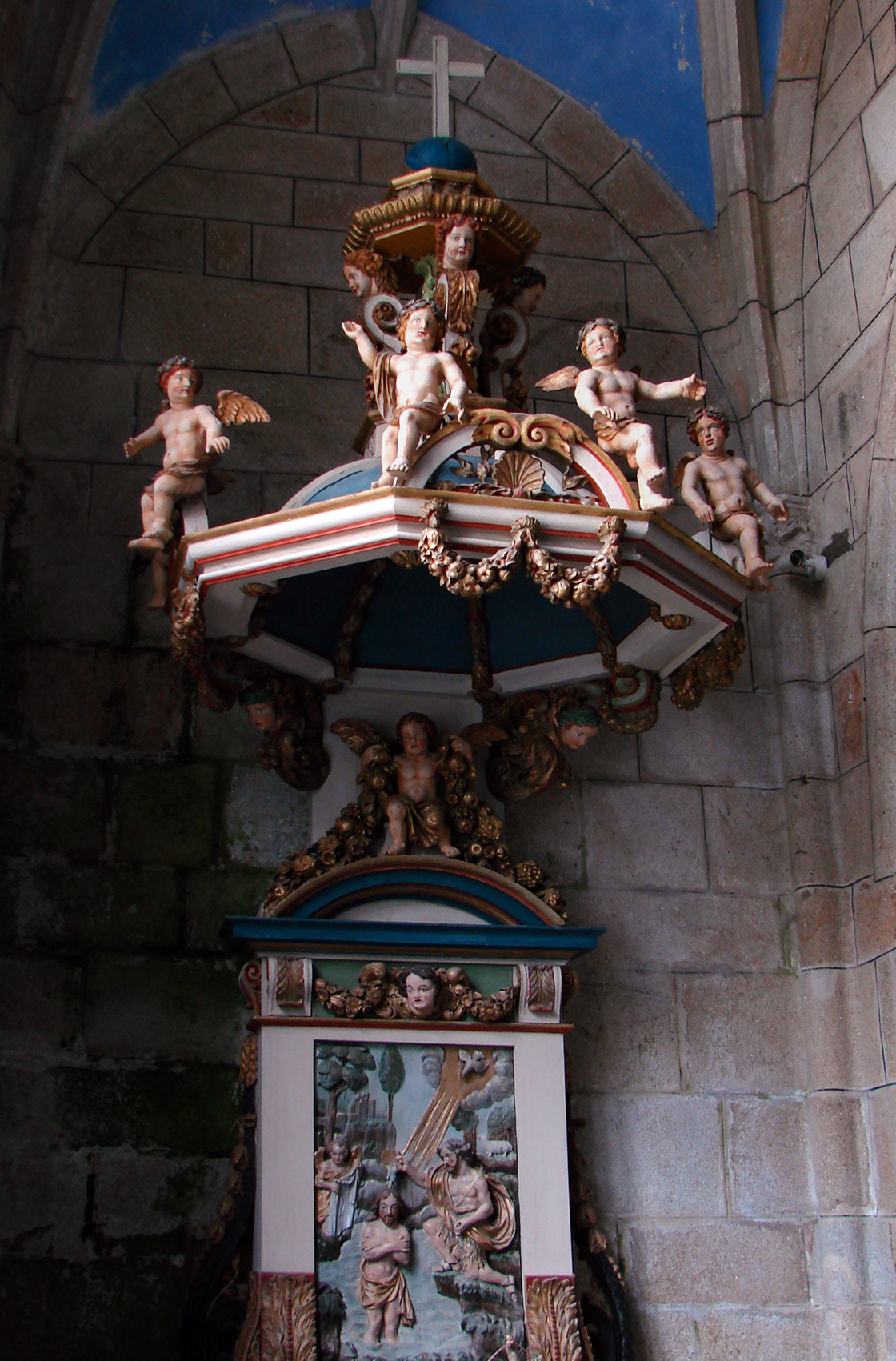
Retable et baldaquin des fonts baptismaux

#### Le transept
Quatre piles fasciculées monumentales délimitent le transept et portent la tour et sa flèche. À droite et à gauche, la croisée donne accès aux deux bras du transept. Le bras sud communique avec l'extérieur par un portail. Sur le mur sud, une console porte une statue de saint Jacques en bois polychrome, sculptée dans la seconde moitié du XVIe siècle et remise en polychromie en 1882.

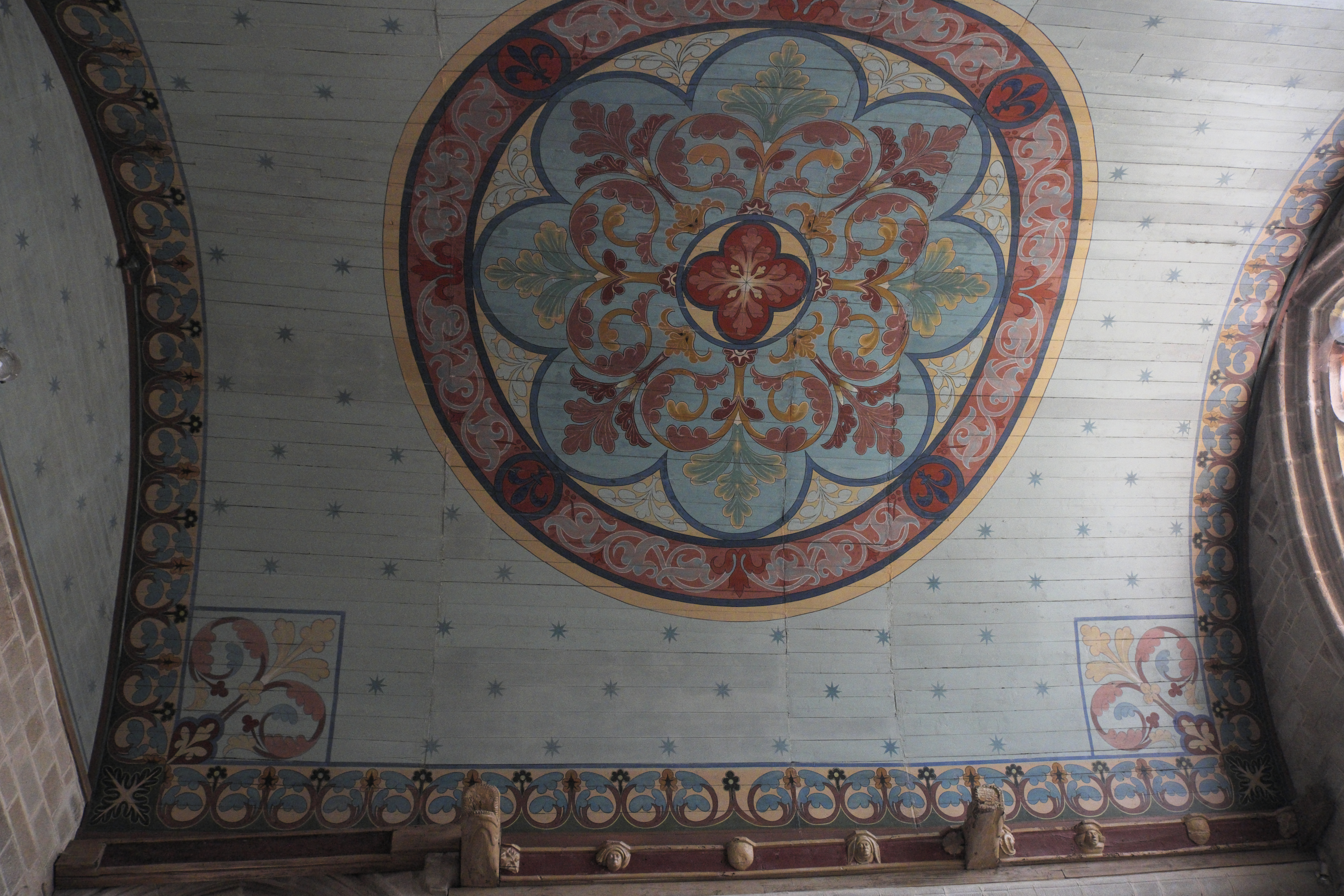
La voûte lambrissée du bras droit du transept
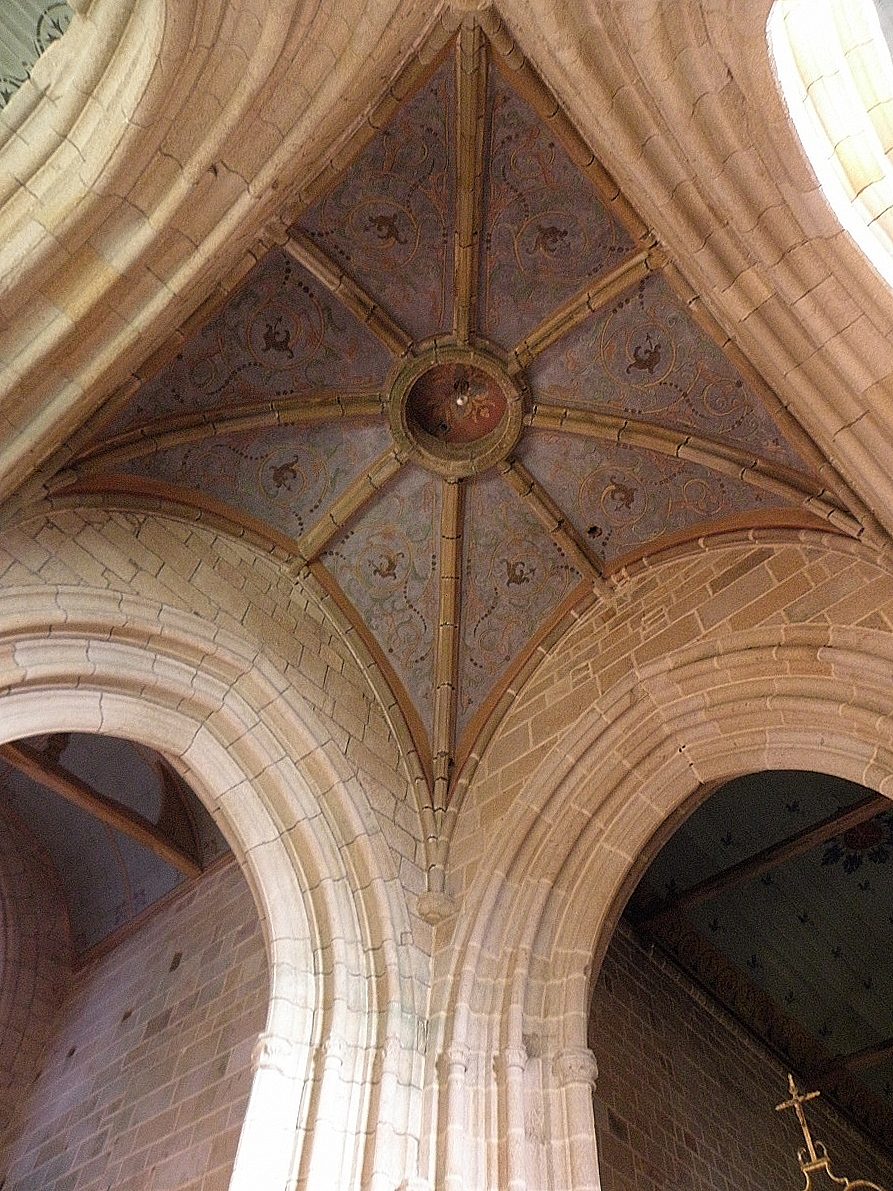
La croisée du transept
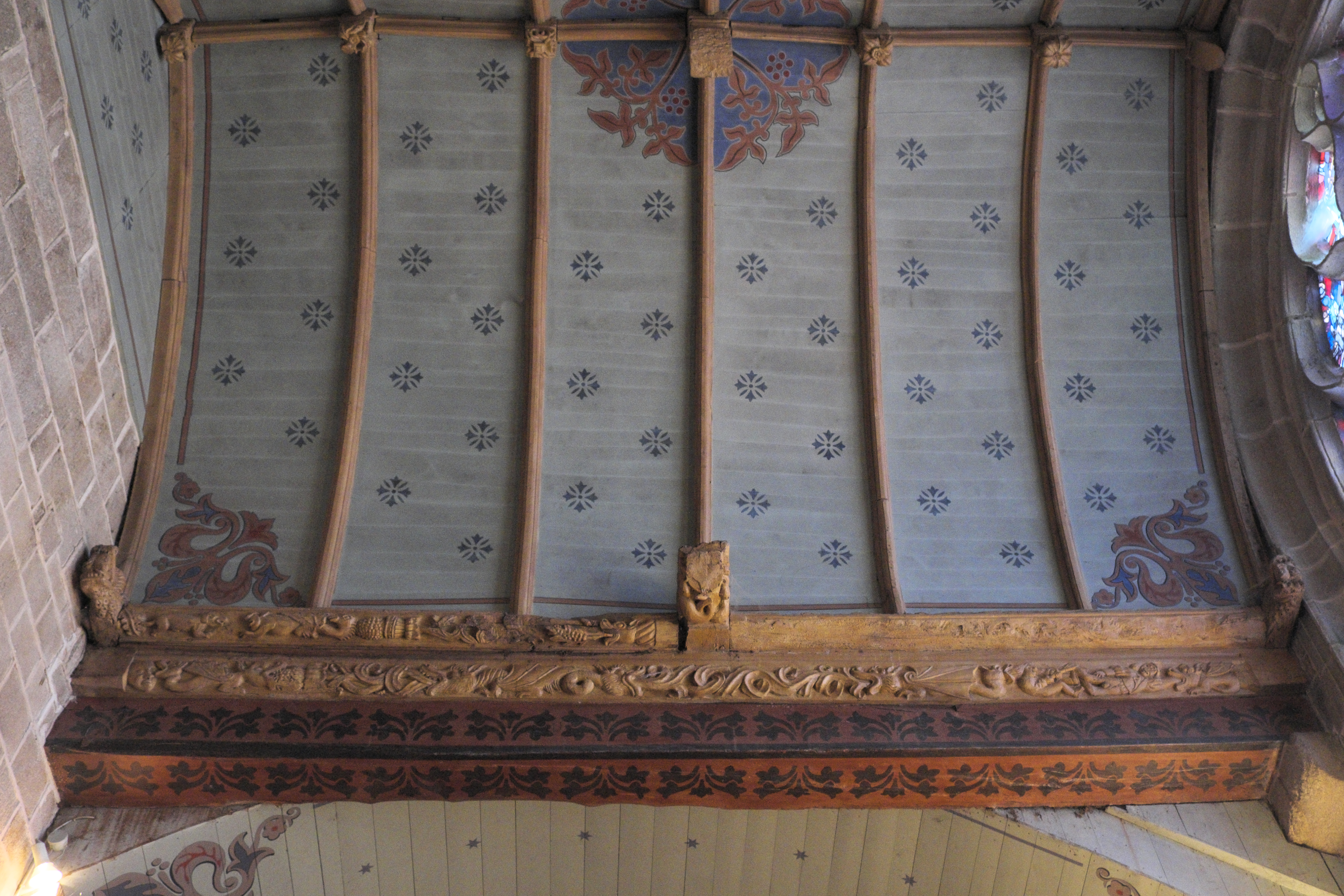
La voûte lambrissée du bras nord du transept

#### Le chevet et la chapelle sud

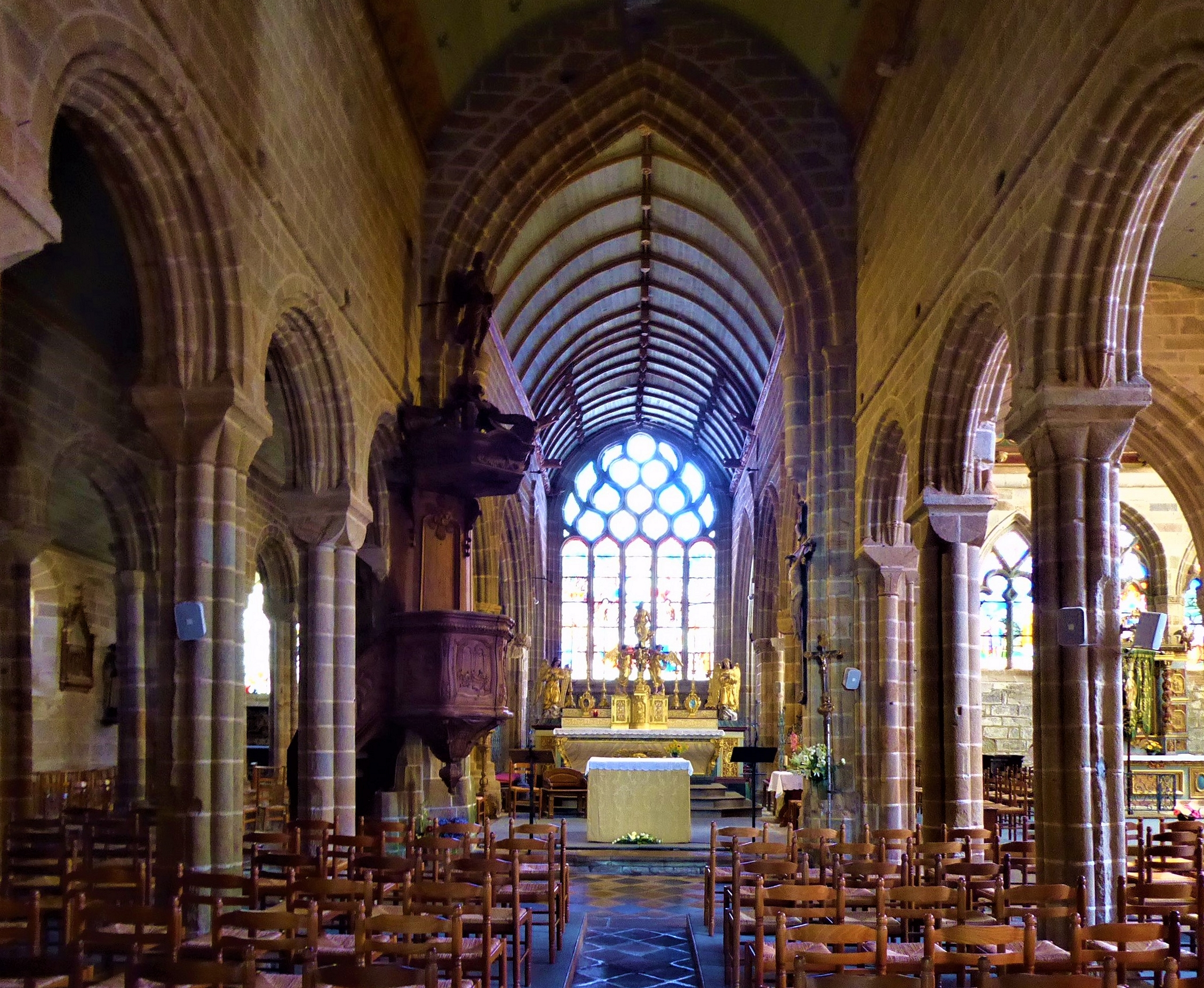
Le chœur de l'église, avec son arc diaphragme.

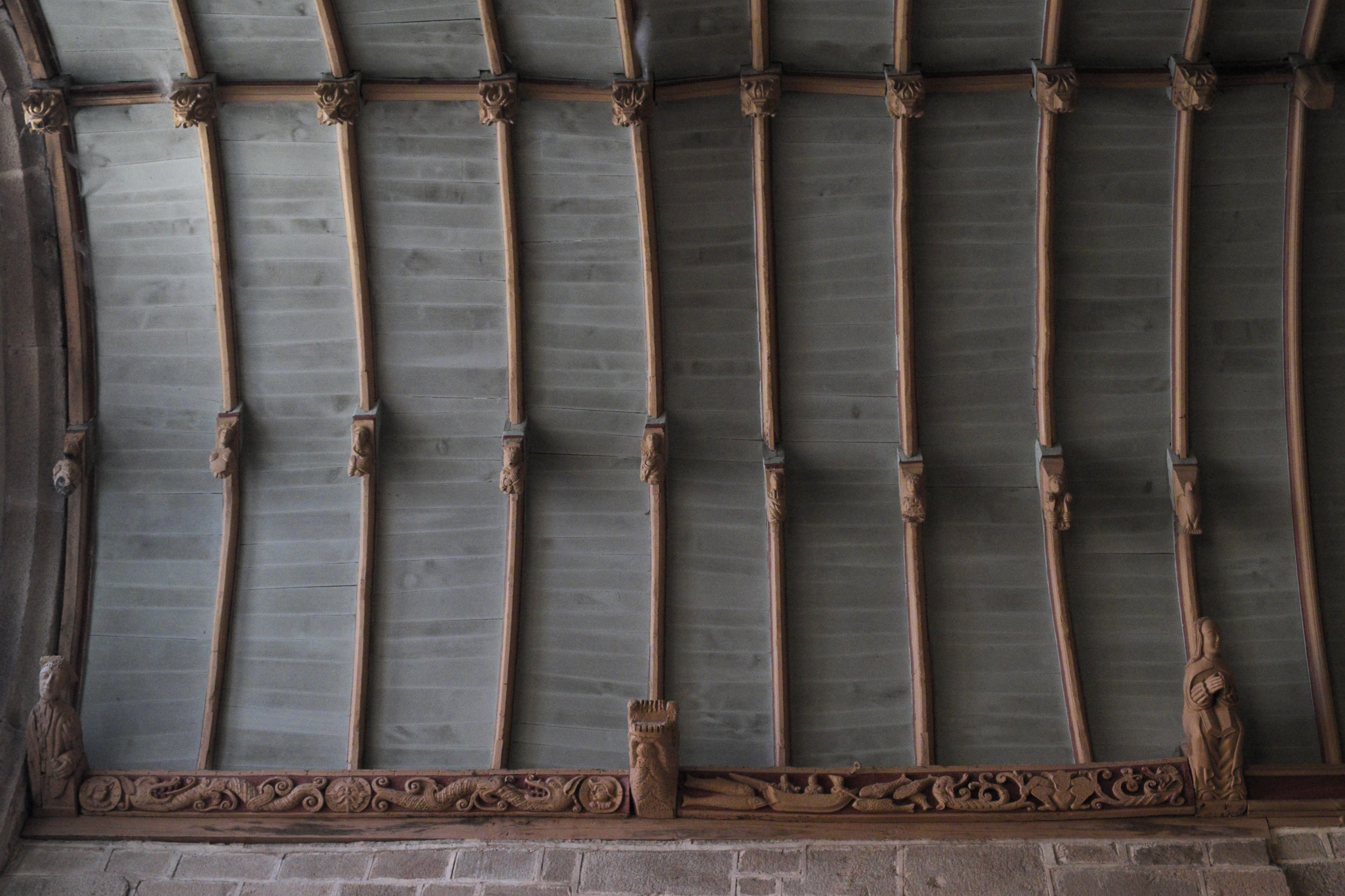
La voûte lambrissée du chevet.

Les quatre premières travées du chœur sont construites suivant les mêmes principes que la nef, mais un peu plus larges et plus hautes. Après un grand arc diaphragme, qui sépare les deux parties du chœur, les deux travées suivantes, postérieures, reprennent un modèle issu du déambulatoire de la cathédrale de Quimper : de grandes arcades brisées, avec un tore muni d'un filet à l'intrados de l'arc. Le chevet s'achève ensuite par une abside à pans coupés, venue remplacer dans le second quart du XVIe siècle le chevet plat qui existait auparavant,.   
Le maître-autel a été construit au XVIIe siècle. Il est monté sur des gradins et doté d'un retable en bois sculpté qui représente l'Assomption de la Vierge. Le mobilier du chœur comporte également deux sièges de célébrants réalisés au XVIe siècle, en bois teinté et ciré. 
À l'arrière du maître-autel, au pied de la grande verrière de l'abside, un second autel est décoré par un retable à volets qui ouvrent sur un haut-relief de bois du XVIIe siècle représentant la Cène, d'après une gravure de Hendrik Goltzius représentant le tableau de Pierre Coecke d'Alost,.  
Du côté nord, un second collatéral double le bas-côté du chœur. À l'extrémité de ce second collatéral, un autel secondaire, consacré à Notre-Dame de Pitié, s'appuie sur le mur oriental du chevet. L'ensemble a été construit dans la première moitié du XIXe siècle mais remploie un panneau sculpté du XVIIe siècle, qui représente la Déploration du Christ. Le double collatéral abrite également une statue de la Vierge de Pitié, sculpté par Paul de La Haye, sculpteur originaire de Guimiliau, en 1688.    

Côté sud, un unique collatéral, particulièrement large, conduit à la chapelle dite Notre-Dame du Rosaire, construite en équerre par rapport au reste du chevet. Juste avant l'entrée de la chapelle se trouve un retable en bois consacré à saint Joseph et construit au XVIIe siècle. La chapelle contient un autel avec son retable en bois sculpté dédiés à sainte Anne et daté de 1673, produit par l'atelier quimpérois de Jean et Pierre Le Déan,, un confessionnal en bois également construit au XVIIe siècle, ainsi qu'un grand tableau représentant le don du Rosaire à saint Dominique et à sainte Catherine, de la même époque.

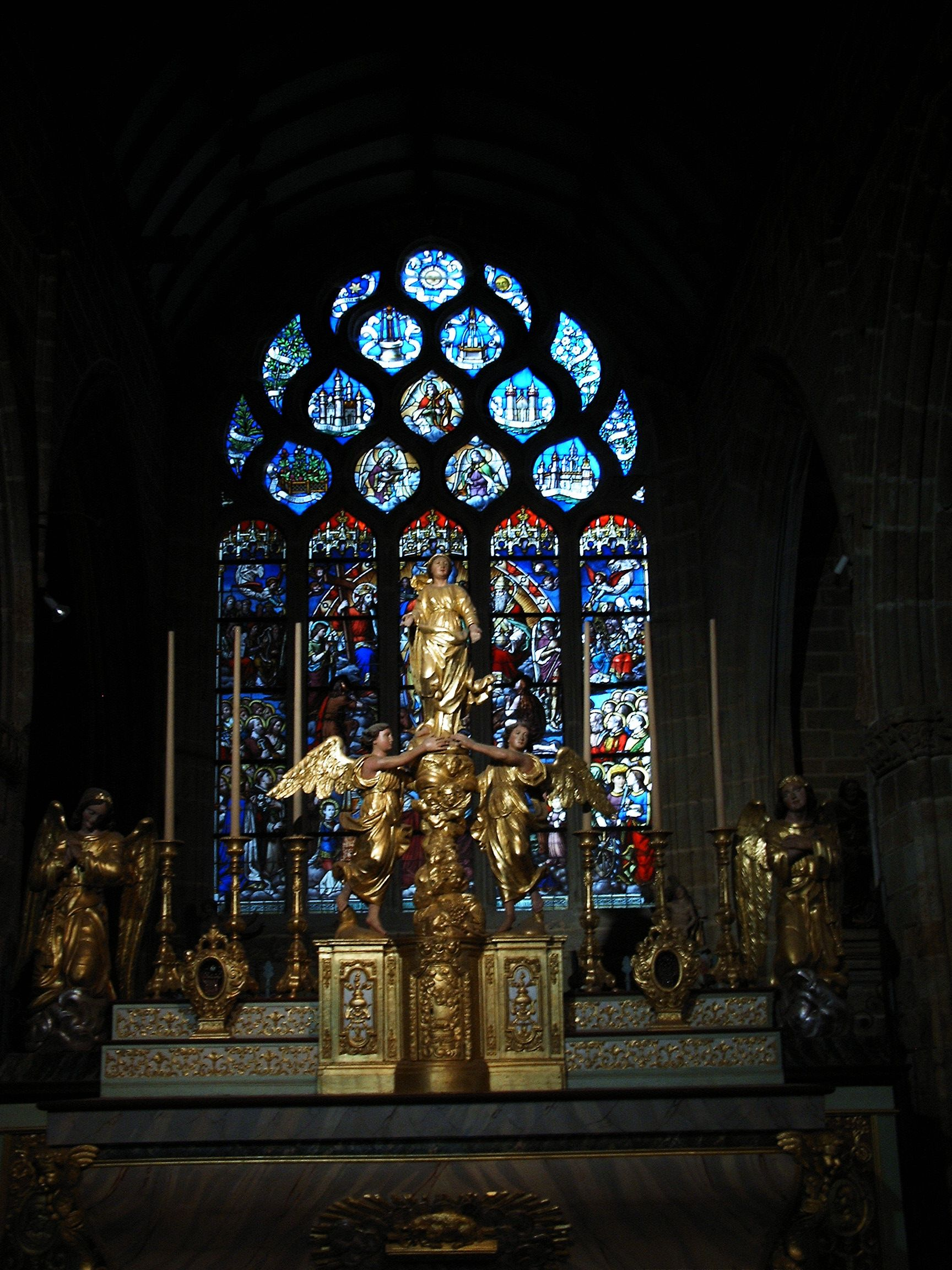
Le retable du maître-autel : l'Assomption de la Vierge
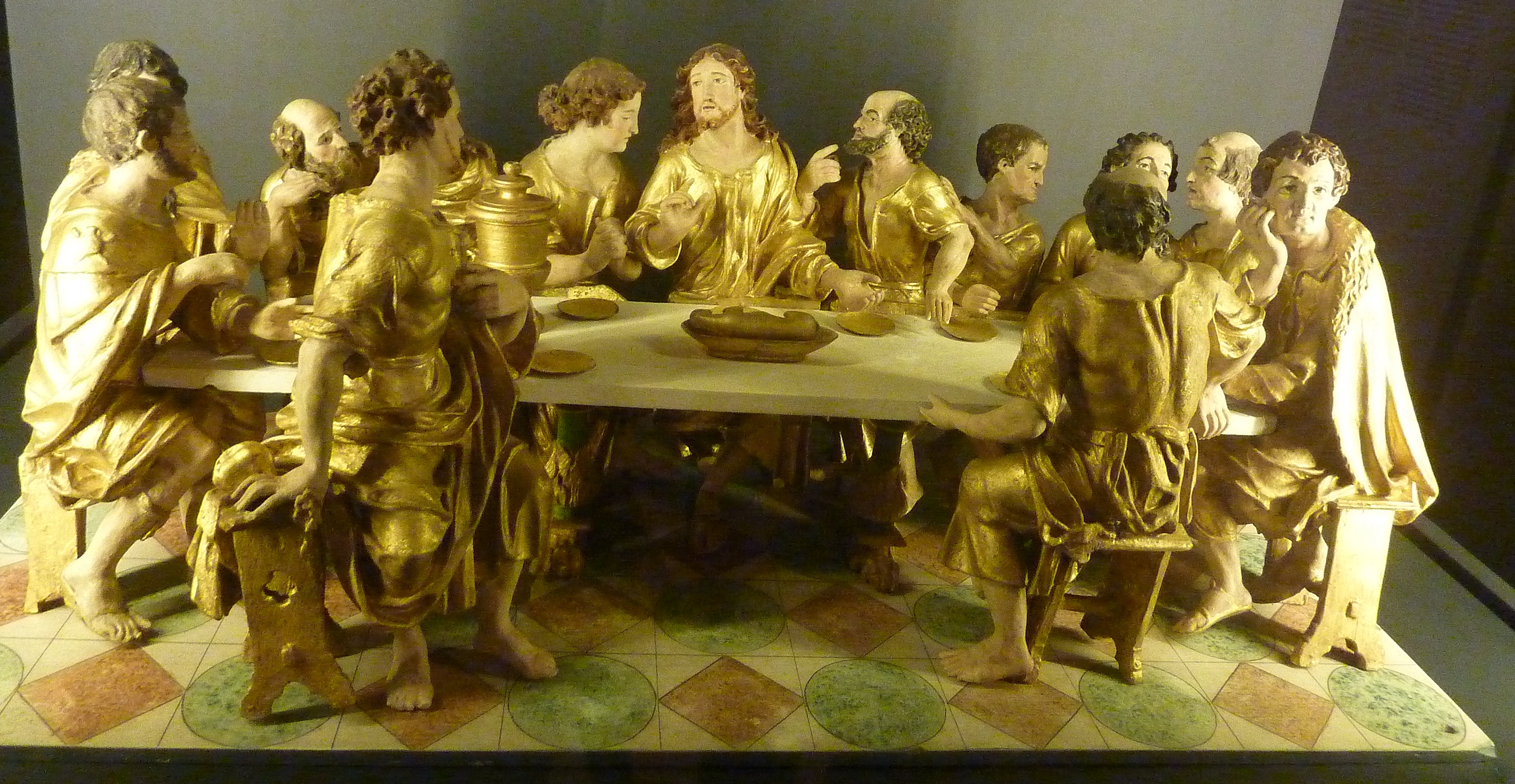
La Cène, relief de retable
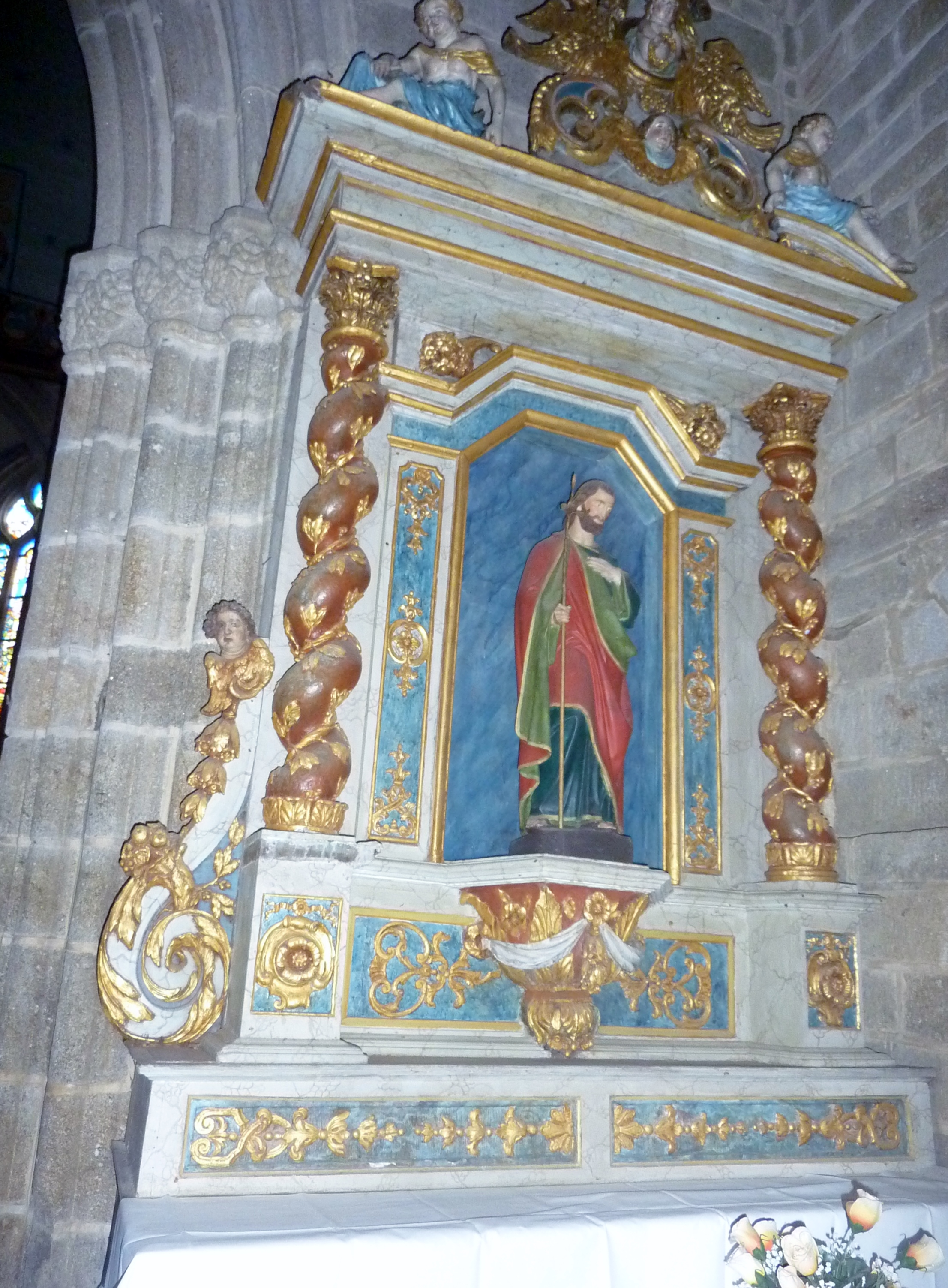
Retable de saint Joseph

## Vitraux

### Les vitraux anciens

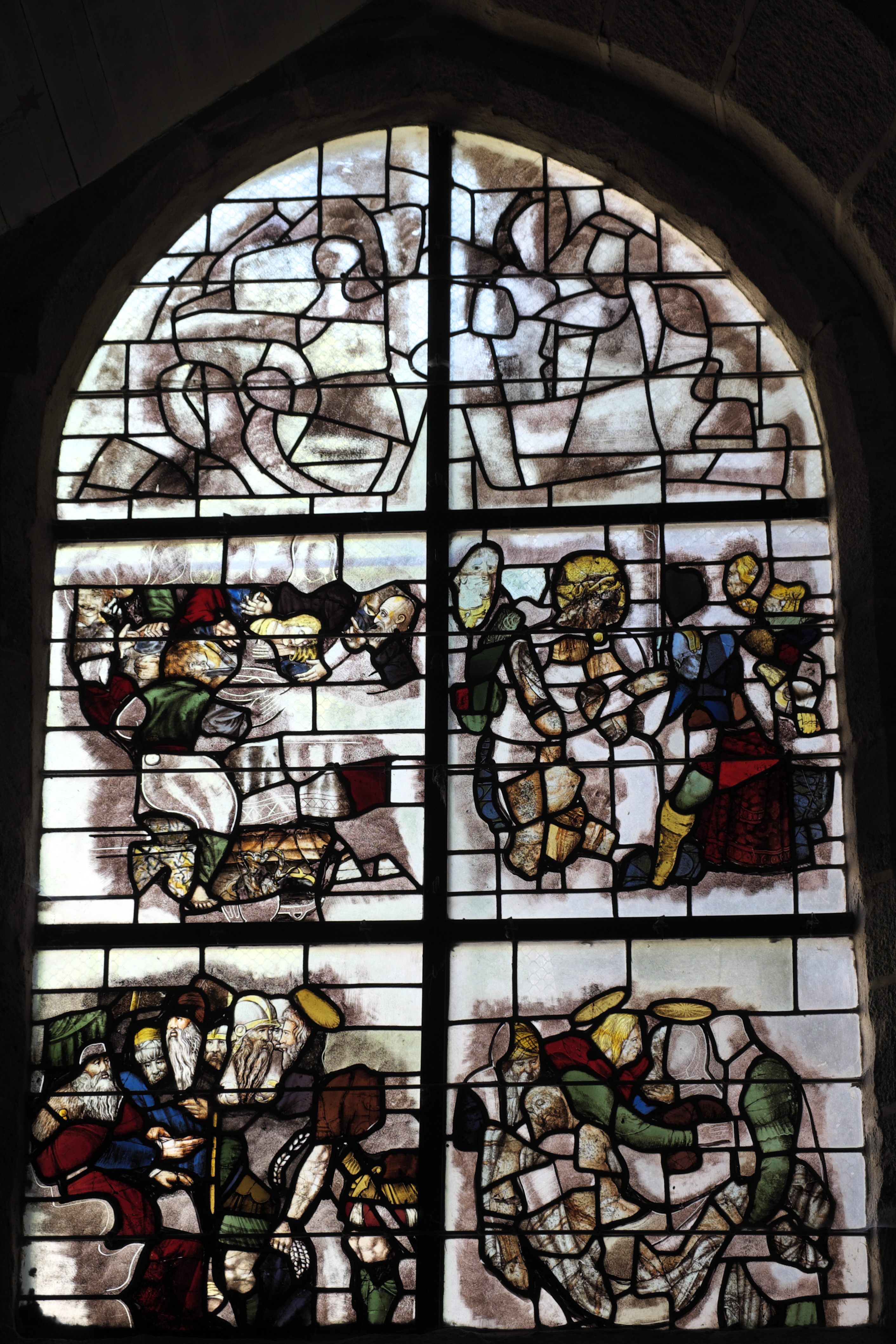
Verrière de la Passion du Christ.

L'église Notre-Dame de Roscudon contenait autrefois plus de vitraux anciens qu'aujourd'hui ; plusieurs ont été perdus ou bien ont été regroupés dans les deux verrières subsistantes, aux baies 3, dans le déambulatoire, et 10, dans la chapelle du Rosaire. Il y avait ainsi au début du XVe siècle une maîtresse-vitre, ou verrière d'axe, représentant Sinquin de Pont-Croix ; deux verrières consacrées à sainte Barbe et sainte Marguerite sont également attestées au milieu du XVIIIe siècle.

#### La verrière de la Passion (baie 3)
La baie 3, composée d'une lancette à deux registres, contient des fragments de scènes de la Passion datées du dernier quart du XVIe siècle remises en œuvre dans des fonds de verres blancs peints, à l'occasion d'une restauration conduite vers 1990 par le maître verrier Le Bihan. On voit en haut la Cène et ce qui semble être un Ecce Homo, et en bas des fragments de plusieurs scènes différentes et une Mise au Tombeau.

#### La verrière de l'Enfance du Christ (baie 10)

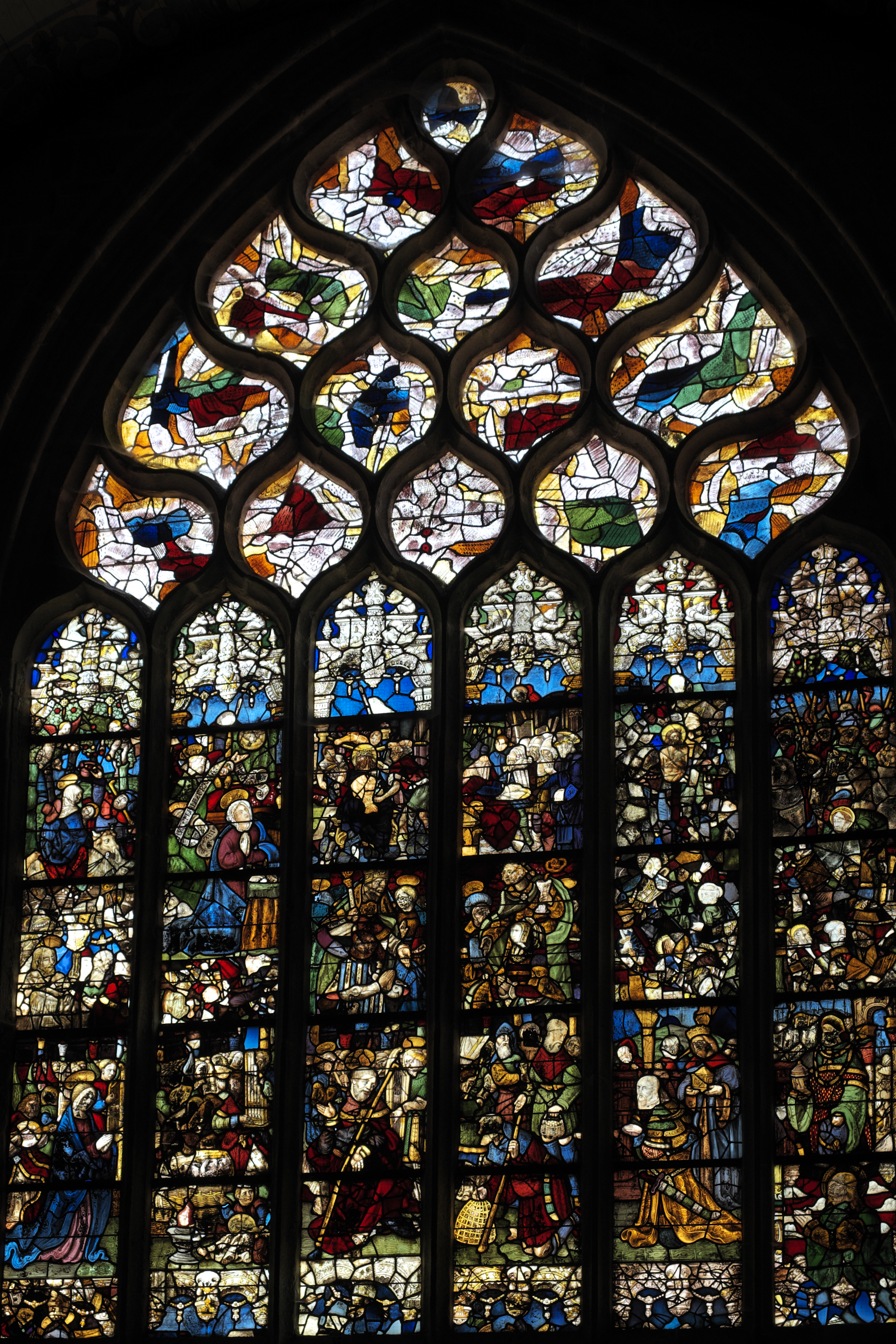
Verrière de l'Enfance du Christ.

Située au sud de la grande chapelle du chevet, dite chapelle Notre-Dame du Rosaire, la grande verrière de l'Enfance du Christ comporte six lancettes surmontées d'un tympan à 15 ajours. La majeure partie des vitraux représentent l'Enfance du Christ et peut être datées autour de 1540 et rapprochée de la production des ateliers de Quimper à cette époque, grâce aux similarités qu'elle présente avec la chapelle Notre-Dame du Crann à Spézet. Des panneaux provenant d'autres baies de l'église, réalisés à diverses périodes du XVIe siècle, viennent compléter cet ensemble. 
On voit ainsi au premier registre une scène de la Nativité avec la Sainte Famille dans les trois lancettes de gauche, puis les Bergers dans la quatrième et les Mages dans les deux dernières. Le registre supérieur est composé comme ceci : la Fuite en Égypte, incomplète, dans la première lancette ; une Annonciation du troisième quart du XVIe siècle, provenant d'une autre baie ; des panneaux de donation d'Alain II de Rosmadec et de Jeanne du Chastel avec leurs saints patrons, surmontés d'un Couronnement d'épines et d'une Comparution du Christ, l'ensemble étant remployé d'autres baies ; enfin, la Flagellation, et ce qui est peut-être un élément d'une grande Crucifixion. Le tympan a reçu des vitraux abstraits lors de la restauration de 1991 par le maître verrier Jean-Pierre Le Bihan. 

### Les vitraux modernes
À ces vitraux anciens s'ajoutent des verrières modernes, des XIXe et XXe siècles. La baie d'axe représente le Couronnement de la Vierge ; elle est offerte en 1884 par Jeanne-Catherine Vesseyre et a été créée par le maître verrier Küchelbecker et Jacquier. La baie 2, issue du même atelier, représente l'Arbre de Jessé entouré de quatre héroïnes bibliques. Les baies 4, 6 et 8, produites par le maître verrier nantais Ely en 1880, représentent des apparitions de la Vierge à La Salette, à saint Dominique et sainte Catherine de Sienne, et à Lourdes. La baie 12, produite par les maîtres-verriers Gruber et Josette Mahuzier entre 1975 et 1977, représente la Vierge et sainte Anne. Enfin, la baie 16 accueille une verrière géométrique du milieu du XXe siècle.

Du côté nord, pour la baie 1, le curé Auguste Téphany commande en 1889 au maître-verrier parisien Anglade un Arbre des Apôtres, c'est-à-dire un collège apostolique dans un décor végétal avec des articles du Credo. L'objectif était de rendre hommage à son prédécesseur, l'abbé Yvenat, dont la famille avait commandé plusieurs des vitraux des verrières 7 à 13, 17 et 19, représentant les saints Barthélemy, Augustin et Monique, Alfred, Hilarion, Catherine et Yves. Tous ces vitraux sont issus, comme la baie d'axe, de l'atelier Küchelbecker et Jacquier. La baie 15 accueille quant à elle une Mise au Tombeau et une Résurrection, créées en 1975-1977 par Gruber et Josette Mahuzier.

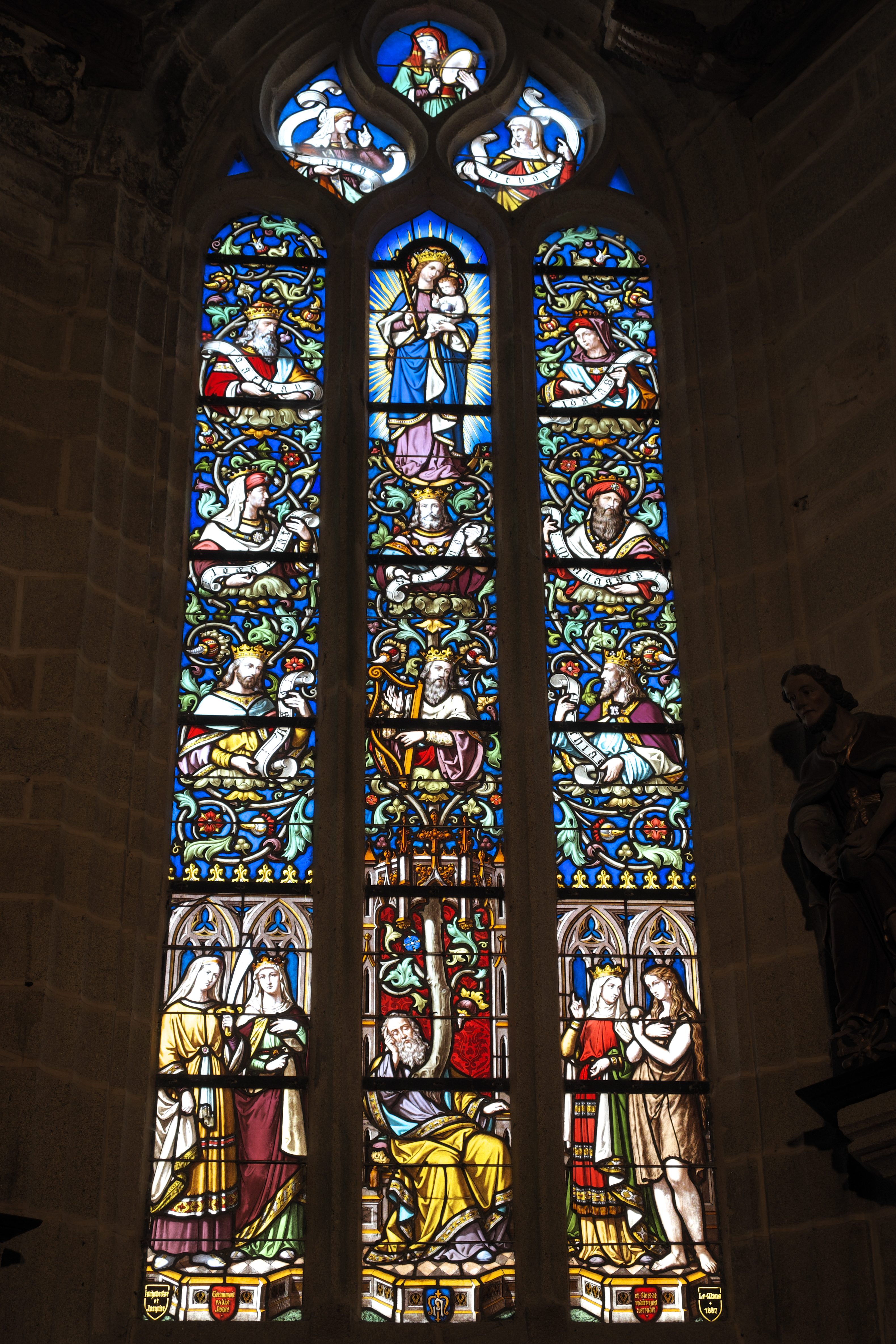
La verrière de l'Arbre de Jessé, dans le déambulatoire
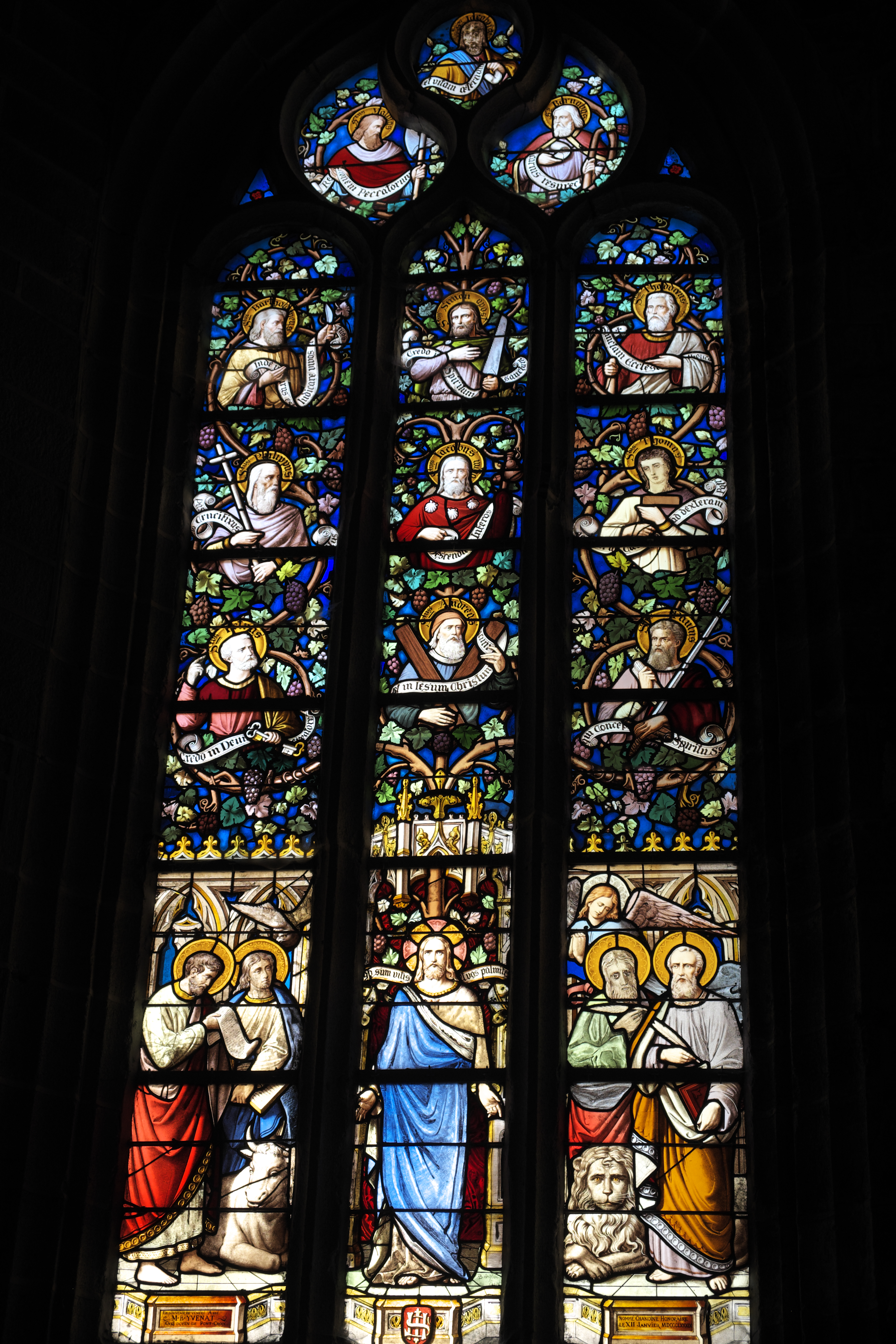
L'arbre des Apôtres
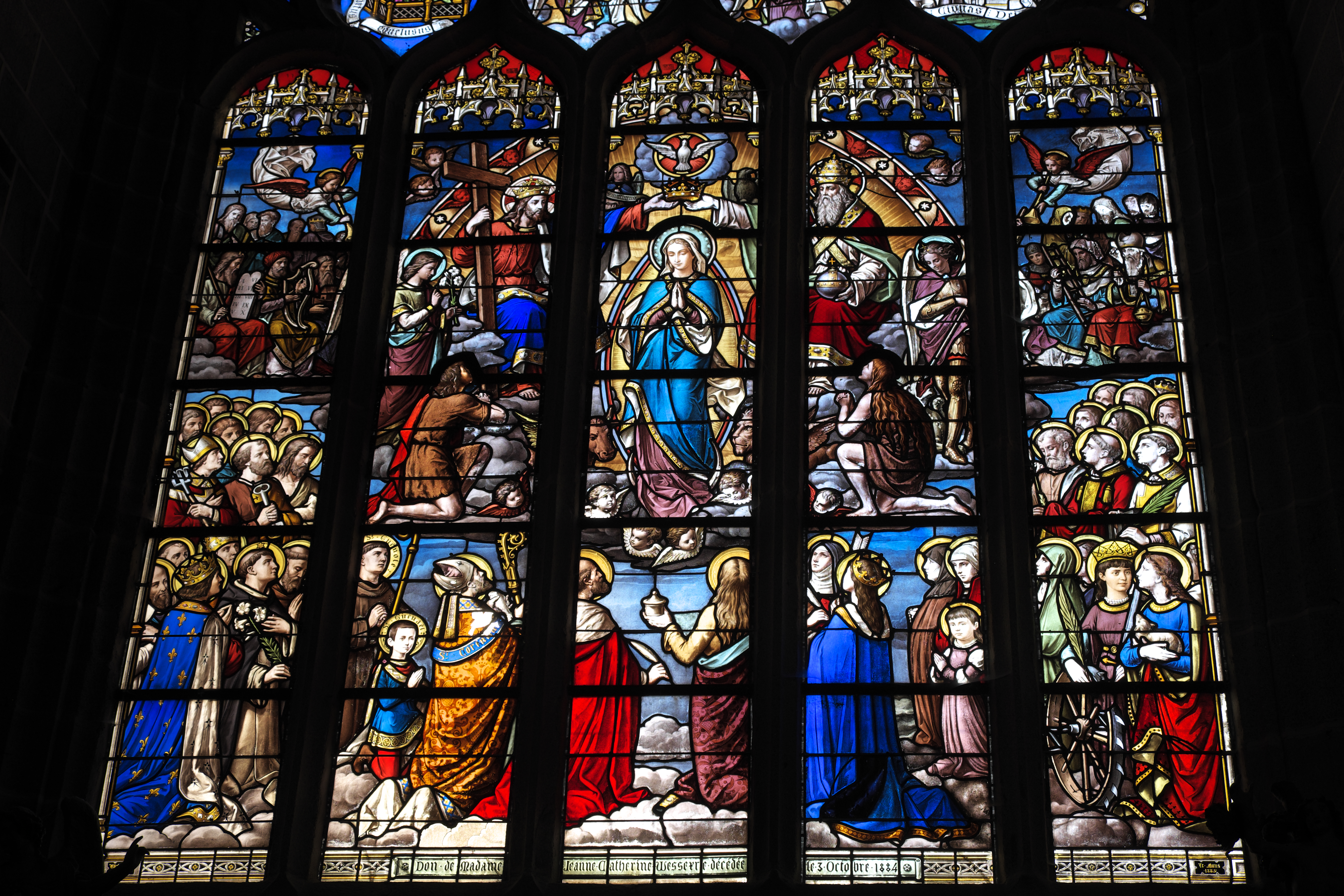
Le couronnement de la Vierge (baie d'axe)